# Pleasant Hills (Nouvelle-Galles du Sud)
Pour les articles homonymes, voir Pleasant Hills.
Pleasant Hills est un village de Nouvelle-Galles du Sud dans le district de Riverina à 26 km à l'ouest de Henty.

## Histoire
Comme Alma Park, Pleasant Hills a été fondé par une communauté Wendes venue d'Allemagne en 1892. Le village porte alors le nom de Munyabla.
En 1888 une église luthérienne y est construit puis une école publique est fondée en 1891. Parmi les autres bâtiments qui sont encore en activité, la salle publique a été construite en 1912 et le Pleasant Hills Community Hotel, entre 1917 et 1918.
La ville était desservie par la Rand railway line (en) qui a été supprimée en 1975. Le bureau de poste de Pleasant Hills a ouvert ses portes le 1er mars 1890.